# Fisklöstjärnen (Säfsnäs socken, Dalarna)
Fisklöstjärnen är en sjö i Ludvika kommun i Dalarna och ingår i Norrströms huvudavrinningsområde.